# Kamila Walerjewna Walijewa
Kamila Walerjewna Walijewa (russisch Камила Валерьевна Валиева; englische Transkription Kamila Valieva; Betonung: Kamíla Walérjewna Walíjewa, * 26. April 2006 in Kasan, Tatarstan) ist eine russische Eiskunstläuferin, die im Einzellauf startet. Sie ist die Juniorenweltmeisterin von 2020. 2022 wurde sie Europameisterin und Olympiasiegerin im Team-Wettbewerb, diese Titel wurden ihr wegen Dopings im Januar 2024 rückwirkend aberkannt.

## Sportliche Laufbahn

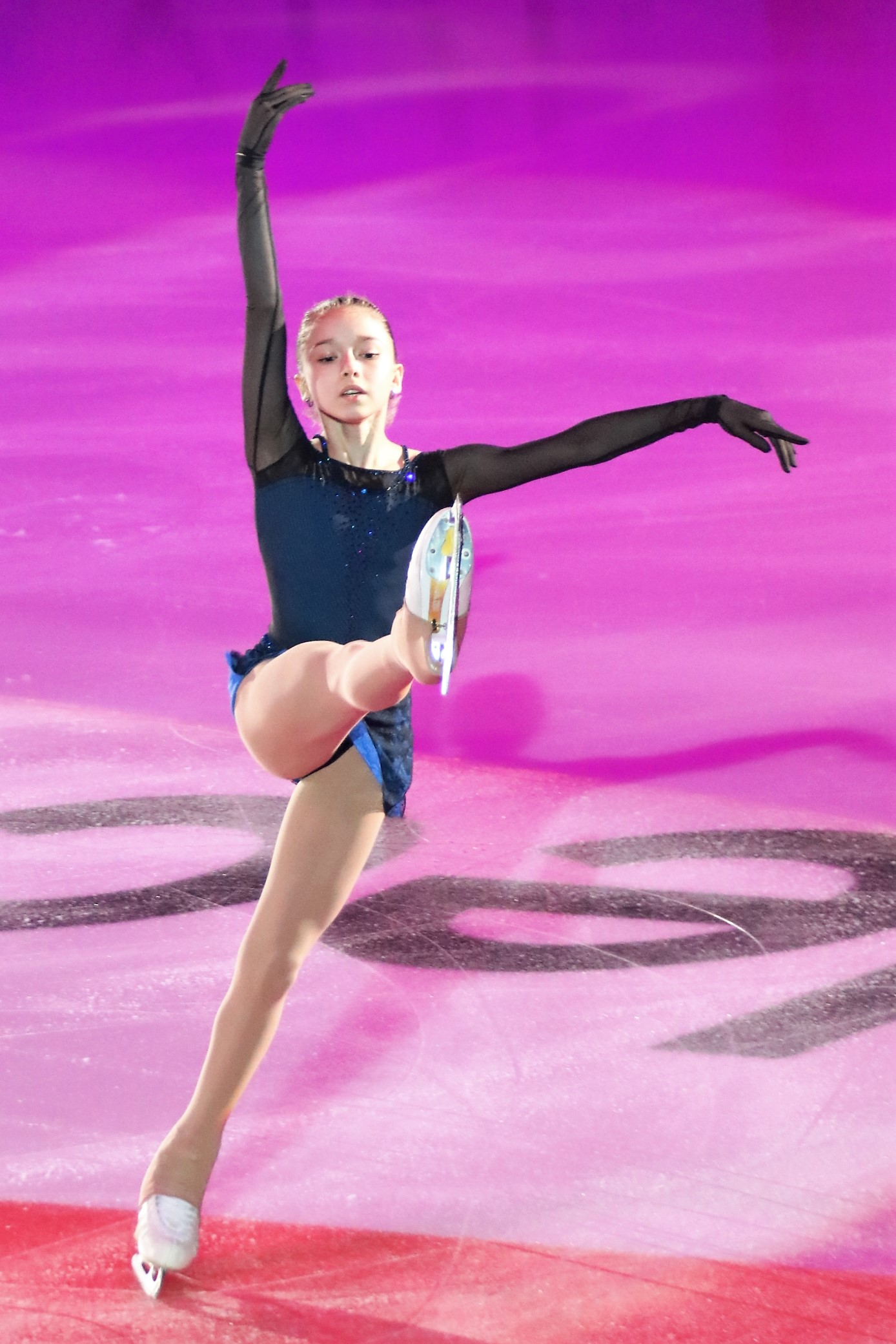
Kamila Walijewa, 2018

Kamila Walijewa begann mit dem Eiskunstlaufen in Kasan, als sie dreieinhalb Jahre alt war. 2012 zog sie mit ihrer Familie nach Moskau. Seit Sommer 2018 wird sie von Eteri Tutberidse trainiert.

### Saison 2019/20
In der zweiten Hälfte des Jahres 2019 gab sie ihr internationales Debüt mit der Teilnahme an der ISU-Junioren-Grand-Prix-Serie. Sie gewann die französische Etappe im August mit 200,71 Punkten und die russische im September mit 221,95 und qualifizierte sich damit für das Finale in Turin im Dezember, das sie mit 207,47 Punkten gewann (vor der Amerikanerin Alysa Liu mit 204,65 und der Russin Darja Ussatschowa mit 200,37).
Im Februar 2020 gewann sie die russische Juniorenmeisterschaft mit 238,17 Punkten.
Im März 2020 nahm sie an ihrer ersten Junioren-Weltmeisterschaft teil und gewann sie mit 227,30 Punkten (vor Darja Ussatschowa mit 207,74 und Alysa Liu mit 204,83).

### Saison 2020/21
Im Dezember 2020 bei ihrer ersten „Erwachsenen“-Russischen Meisterschaft belegte die damals 14-Jährige den zweiten Platz mit 254,01 Punkten (hinter Anna Schtscherbakowa mit 264,10 und vor Alexandra Trussowa mit 246,37).

### Saison 2021/22
Im Januar 2022 gewann Walijewa die Eiskunstlauf-Europameisterschaften (EM) im Einzel. Diese Medaille wurde ihr aber im Januar 2024 aberkannt.
Bei den Olympischen Winterspielen 2022 belegte die russische Mannschaft mit Walijewa im Teamwettbewerb den ersten Platz. Eine offizielle Siegerehrung mitsamt Medaillenvergabe hat wegen laufenden Doping-Verfahrens gegen Walijewa (siehe nachfolgender Absatz) bislang jedoch nicht stattgefunden; die Ergebnisse gelten daher als vorläufig.
Wenige Tage später trat sie trotz internationaler Proteste im Einzelwettbewerb der Frauen an. Nachdem sie das Kurzprogramm als Erstplatzierte beendet hatte, landete sie nach einigen Fehlern in der nachfolgenden Kür am Ende auf Platz vier.

### Ermittlungen wegen Dopings 2022
Während der Olympischen Winterspiele 2022 wurden in einer im Dezember 2021 abgegebenen Blutprobe von Walijewa Spuren des von der Welt-Anti-Doping-Agentur verbotenen Stimulans Trimetazidin nachgewiesen. 
Das Russische Olympische Komitee verwies auf zwei nach der EM im Januar und während der Olympischen Winterspiele in China von Walijewa abgegebene Blutproben, die negativ ausgefallen waren. 
Walijewas Anwälte verwiesen darauf, dass Trimetazidin für Kinder generell verboten sei. Ihre Mutter erklärte sich die positive Probe mit einer Kontamination durch ein Trinkglas, da angeblich Walijewas Großvater Trimetazidin zu sich nehme.
Die Ad-hoc-Kammer des internationalen Sportgerichtshofs CAS wies den Einspruch des IOC, der WADA und der Internationalen Eislaufunion (engl. International Skating Union, kurz ISU) gegen die Aufhebung der Suspendierung der 15-Jährigen durch die russische Anti-Doping-Agentur RUSADA im Eilverfahren zurück. 
Dies wurde damit begründet, dass die Anti-Doping-Regeln der RUSADA und der WADA-Code für vorläufige Suspendierungen bei minderjährigen Athletinnen und Athleten aufgrund derer „besonderen Schutzwürdigkeit“ nicht ausreichend seien. 
Die Substanz wurde nur in einer geringen Konzentration nachgewiesen, was laut im Verfahren beteiligter Experten auf lediglich vereinzelten Konsum der Substanz schließen lässt. 
Auch ein versehentlicher Konsum durch Kontamination könne nicht ausgeschlossen werden. Besonders betont wurde außerdem der „irreparable Schaden“, zu dem ein Ausschluss von den Winterspielen geführt hätte.
IOC-Präsident Thomas Bach kritisierte das Verhalten des Trainerstabes gegenüber der Athletin in einer Pressekonferenz deutlich.
Im Januar 2023 entschied die russische Antidoping-Agentur (Rusada), auf eine Strafe für Walijewa zu verzichten und ihr lediglich den Titel bei den Russischen Meisterschaften 2022 abzuerkennen. Es fehle sowohl Schuld als auch Fahrlässigkeit. 
Die Weltantidoping-Agentur Wada zeigte sich „besorgt“. 
Im Februar 2023 gab die WADA bekannt, vor dem CAS eine vierjährige Sperre für Walijewa sowie die Löschung aller Ergebnisse seit dem 25. Dezember 2021 zu beantragen. Am 29. Januar 2024 gab der CAS bekannt, Walijewa rückwirkend auf den 25. Dezember 2021 für vier Jahre zu sperren und alle Ergebnisse nach diesem Datum zu löschen. 
Die Internationale Eislaufunion folgte dem CAS-Urteil und disqualifizierte Walijewa ebenfalls. So betrifft die Sperre neben dem Team- und Einzelwettbewerb bei den Olympischen Spielen auch Walijewas Goldmedaille bei den Europameisterschaften 2022.

## Ergebnisse
| International                                             | International | International | International | International |
| Wettbewerb / Saison                                       | 18/19         | 19/20         | 20/21         | 21/22         |
| --------------------------------------------------------- | ------------- | ------------- | ------------- | ------------- |
| Olympische Winterspiele                                   |               |               |               | 4.            |
| Europameisterschaften                                     |               |               |               | 1.            |
| GP Skate Canada                                           |               |               |               | 1.            |
| GP Rostelecom Cup                                         |               |               |               | 1.            |
| Juniorenweltmeisterschaften                               |               | 1.            |               |               |
| JGP-Finale                                                |               | 1.            |               |               |
| JGP Frankreich                                            |               | 1.            |               |               |
| JGP Russland                                              |               | 1.            |               |               |
| Teamwettbewerb / Saison                                   | 18/19         | 19/20         | 20/21         | 21/22         |
| Olympische Winterspiele                                   |               |               |               | 1.            |
| National                                                  |               |               |               |               |
| Russische Meisterschaften                                 |               |               | 2.            |               |
| Russische Juniorenmeisterschaften                         | WD            | 1.            |               |               |
| JGP = Junior Grand Prix; WD = vor Wettkampf zurückgezogen |               |               |               |               |